# Palette à chevrons
La palette à chevrons est une palette de manutention fabriquée en bois. C'est une palette à deux entrées si les chevrons ne sont pas entaillés. Dans le cas contraire, elle devient une palette à quatre entrées.

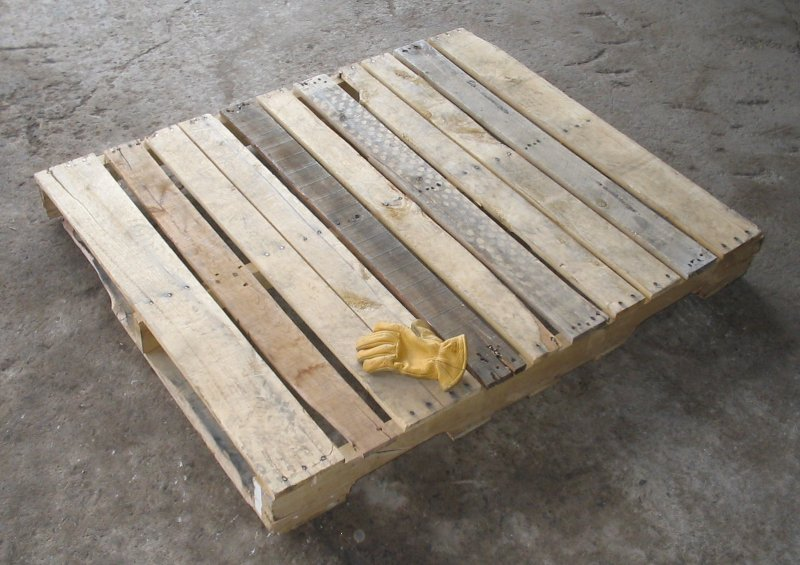
Palette à chevrons

## Constitutions
Les dimensions d'une palette à chevrons peuvent varier de 370 × 680 mm, pour les plus petites, à 1 600 × 2 400 mm et plus, pour les plus grandes. Cette largeur maximale (2,40 m) est fixée par la dimension des plateaux des semi-remorques. Mais la dimension la plus fréquente est 80 cm × 120 cm et les dimensions avoisinantes. 
Une palette à chevrons peut être constituée comme suit : 
- le dessus ou plancher est fixé sur des liteaux eux-mêmes fixés sur des chevrons
- le dessus ou plancher est fixé directement sur les chevrons sans planches de semelles dessous
- le dessus ou plancher est fixé directement sur les chevrons avec des semelles dessous

## Fabrication
Elles sont en général assemblées par clouage ou agrafage. Les essences de bois utilisées sont le peuplier, le pin, le chêne, le hêtre, le châtaignier, et diverses autres espèces en petite quantité.

### Fabrication manuelle
Les planches de bois sont clouées par un ouvrier cloueur à l'aide d'un cloueur pneumatique, plus ou moins gros et lourd suivant la taille des pointes utilisées, de 50 mm à 160 mm et plus. Ces pointes sont tenues en rouleau par deux fils de fer fins, ou en barrettes. Les deux parties de la palette, dessus et semelles sont ensuite assemblées et empilées pour leur livraison.

### Fabrication automatisée
La fabrication est assurée par des machines pilotées par un automate programmable.

#### Lignes de clouage automatisées
Ces lignes de fabrication servent surtout pour les palettes à chevrons, mais elles peuvent aussi être utilisées pour les palettes à dés. Elle est généralement constituée comme suit :
- une chaîne qui entraîne des gabarits pré-réglés sur lesquels un ou plusieurs ouvriers posent les bois à assembler
- un premier poste de clouage, pour l'assemblage des liteaux et des chevrons
- un retourneur
- une chaîne qui entraîne des gabarits pré-réglés sur lesquels un ouvrier pose les planches du dessus
- un second poste de clouage
- une plate-forme de pivotement à 90°, utilisée ou non
- un retourneur, utilisé ou non
- un empileur
- un tapis de sortie et de stockage de 10 m de long.

## Utilisation
Les palettes à chevrons sont surtout destinées à faciliter la manutention de charges avec le chariot élévateur, lors des opérations logistiques (chargement des camions, déchargement) pour des produits lourds : tuiles, briques, parpaings, sacs d'engrais, moteurs, etc.
Une palette de parpaings 1 000 × 1 000 mm peut porter dix parpaings (200 × 200 × 500 mm) par niveau.  La quantité totale dépendra du type de parpaings (creux, alvéolé, plein) et de la résistance totale de la palette. Une palette de ciment contient cinq ou six sacs de 35 kg par niveau selon le mode de chargement.
Les palettes à chevrons peuvent aussi servir de base pour l'assemblage d'une caisse en bois.